# Rio-Gruppe

Staaten der Rio-Gruppe

Die Rio-Gruppe (spanisch Grupo de Río, portugiesisch Grupo do Rio) ist ein bei einer Außenministerkonferenz am 18. Dezember 1986 in Rio de Janeiro gegründeter Konsultationsmechanismus lateinamerikanischer
Demokratien, an dem sich heute 24 Staaten und die CARICOM beteiligen.
Die Rio-Gruppe ist aus der Contadora-Gruppe (Kolumbien,
Mexiko, Panama und Venezuela) sowie der
Contadora-Unterstützungsgruppe (Argentinien, Brasilien,
Peru und Uruguay) hervorgegangen, die sich um Frieden in
Mittelamerika bemühten. Außer den Gründungsmitgliedern gehören auch Belize, Bolivien, Chile, Costa Rica, die Dominikanische Republik, Ecuador, El Salvador,
Guatemala, Guyana, Haiti, Honduras, Jamaika, Kuba, Nicaragua, Paraguay und Suriname der
Rio-Gruppe an.
Seit dem Jahr 1987 gibt es auch regelmäßige Treffen von Vertretern
der Rio-Gruppe mit der Europäischen Union auf
Ministerebene; die Konsultation wurde 1990 mit dem Abkommen von Rom
institutionalisiert.
Auf dem 21. Treffen der Rio-Gruppe im mexikanischen Cancún wurde die Bildung eines neuen Staatenbunds (ohne Teilnahme der USA und Kanadas) mit dem Namen Comunidad de Estados Latinoamericanos y Caribeños (CELAC) vereinbart. Die neue Staatengemeinschaft  wurde im Dezember 2011 in Caracas, Venezuela gegründet und ist als Gegengewicht  zur bisher von den USA dominierten Organisation Amerikanischer Staaten (OAS) gedacht.

## Liste der Treffen der Rio-Gruppe
| Treffen | Jahr | Stadt               | Land                    |
| ------- | ---- | ------------------- | ----------------------- |
| I       | 1987 | Acapulco            | Mexiko                  |
| II      | 1988 | Montevideo          | Uruguay                 |
| III     | 1989 | Ica                 | Peru                    |
| IV      | 1990 | Caracas             | Venezuela               |
| V       | 1991 | Cartagena de Indias | Kolumbien               |
| VI      | 1992 | Buenos Aires        | Argentinien             |
| VII     | 1993 | Santiago de Chile   | Chile                   |
| VIII    | 1994 | Rio de Janeiro      | Brasilien               |
| IX      | 1995 | Quito               | Ecuador                 |
| X       | 1996 | Cochabamba          | Bolivien                |
| XI      | 1997 | Asunción            | Paraguay                |
| XII     | 1998 | Ciudad de Panamá    | Panama                  |
| XIII    | 1999 | Veracruz            | Mexiko                  |
| XIV     | 2000 | Cartagena de Indias | Kolumbien               |
| XV      | 2001 | Santiago de Chile   | Chile                   |
| XVI     | 2002 | San José            | Costa Rica              |
| XVII    | 2003 | Cusco               | Peru                    |
| XVIII   | 2004 | Rio de Janeiro      | Brasilien               |
| XIX     | 2007 | Georgetown          | Guyana                  |
| XX      | 2008 | Santo Domingo       | Dominikanische Republik |
| XXI     | 2009 | Zacatecas           | Mexiko                  |
| XXII    | 2009 | Managua             | Nicaragua               |
| XXIII   | 2010 | Cancún              | Mexiko                  |